# 鴨川河川公園
鴨川河川公園（かもがわかせんこうえん、Kamogawa River Park）は、熊本県菊池市七城町にある鴨川に設置された河川公園。交通:九州縦貫自動車道植木インターより車で15分。

## 概要
鴨川河川公園は、菊池川の河川改修によって生じた旧河川敷を親水公園として整備し、洪水時には遊水池として機能できる多機能型の河川公園である。鴨川の流れと敷地内の湧水を活用した流れによって、自然豊かな水辺空間を造り出している。また、各種のイベントや地域間交流を行える親水公園であるだけではなく、水辺環境の保全と維持を図るため、日本庭園の護岸手法を取り入れ、魚や水生植物のすみかを確保し、河床を川砂に置き換えて、小さな子供でも川に入って遊べ、貝類も生息できる多自然型空間を昭和60年から先がけて整備された
。
事業主体:熊本県菊池土木事務所·七城町役場。設計:平嶋 孝(構想·計画·設計·監理) 栄田健二郎、平嶋康江、山本久子(設計積算) 施工:村上造園、(有)峯樹木園、(有)塚崎造園土木。後藤久憲(造園設計)きくかわ造園
工期:昭和61年3月から平成2年3月。規模:多自然型の河川公園 1.8ha、つどいの森ゾーン 0.47ha、公園面積7.8ha、延長900m、幅員70から140m
水際には、水辺の生物を保護するために自然石と木柵を用いたり、石組みに空隙を残すなど生きものにやさしい護岸構造にしている。水辺際には、遊歩道を設け、ふるさと田園景観を楽しみながら散策できる。鴨川の風景を造るシンボルツリーであると同時に、野鳥にも人にも魚たちにも安らぎの場を提供している。魚類等がこの整備によって増え、小学生の野外学習活動の場として定期的に利用され、芝生広場では多彩な催しが開催されている。
平成5年度旧建設省手づくり郷土賞を受賞している。